# Kaji (Titel)

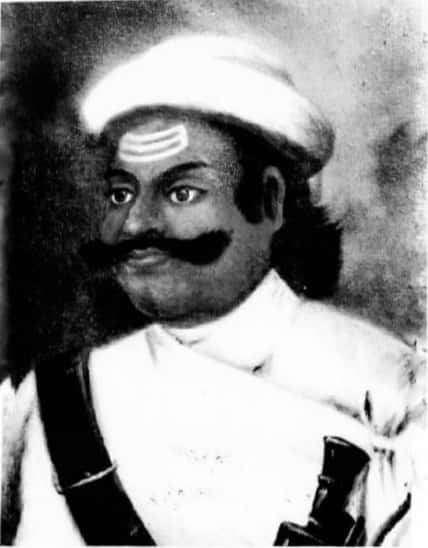
Bamshidhar Pande, bekannt als Kalu Pande, Kaji im Gorkha-Königreich

Der Titel eines Kaji oder Kazi entsprach in der Aristokratie des 19. Jahrhunderts im Königreich Gorkha (heutiges Nepal) in etwa dem eines ranghohen Beamten, Gouverneurs oder Ministers.
Er wird als ranghöher als der Titel des Sardars angesehen, rangierte aber unterhalb dem Sahibju (dieser wurde an ranghohe Mitglieder des Königshauses vergeben).
Eine besondere Wertschätzung erfuhr der Titel, der bereits im 16. Jahrhundert in Gebrauch war, als im ausgehenden 18. Jahrhundert der sogenannte Mul-Kaji (Oberster Kaji) ein Amt bekleidete, was dem eines Regierungschefs entsprach. Erster Mulkaji war Abhiman Singh Basnyat, der zum obersten von vier Kajis ernannt wurde. Seine Nachfolger ab 1794 waren Kirtiman Singh Basnyat und Bakhtawar Singh Basnyat, hingegen lag der größte Einfluss bereits in diesen Jahren bei Damodar Pandi, der nur zwischen 1803 und 1804 als Mulkaji regierte. 1804 wurden Ranajit Pandi (Mulkaji) und Bhimsen Thapa (zweiter Kaji) zu den höchsten Kajis ernannt, während der ehemalige König Rana Bahadur Shah mit absoluter Machtfülle im Namen seines Sohnes regierte. 1806 schuf Rana Bahadur den neuen Titel Mukhtiyar, der nach seinem Tod von Bhimsen Thapa weitergeführt wurde und vierzig Jahre später durch den (erblichen) Titel des Premierministers abgelöst wurde.
Der Titel des Kaji wie auch der des Sardars wurde in der folgenden Zeit häufiger vergeben, es handelte sich um einen der höchsten Titel, den ein Nichtmitglied der königlichen Familie erlangen konnte. 1843 gab es zwölf Kajis in der Regierung von Gorkha, die als Gouverneure, Minister, militärische Befehlshaber oder in einem Fall als Sonderbotschafter in China fungierten.
Neben dem Mulkaji existierten historisch weitere Kaji-Rangstufen. Mit dem 20. Jahrhundert ist der Titel obsolet geworden, er wird aber teilweise weiterhin als Namensbestandteil oder Ehrenbezeichnung geführt.